# Kenneth Higbee
Kenneth Leo Higbee (18 juni 1941 - 11 december 2016) was een psychologie-professor op de Brigham Young-universiteit (Provo, Utah). Hij hield zich vooral bezig met het onderzoeken en verbeteren van het menselijk geheugen. Hij schreef daar diverse boeken over. De bekendste titel daarvan is Your Memory: How it Works and How to Improve It (1977). Dat bestaat deels uit toegankelijke theorie en voor een groter deel uit praktijkgerichte, niet-medische toepassingen. Daarnaast gaf hij religie-lessen met name de mormoonse invalshoek.
Higbee benaderde het geheugen niet als 'een ding', maar als een combinatie van verschillende processen die zich in de gehele omvang van de hersenen afspeelt. Van daaruit is het in Higbee's optiek verkeerd om te denken dat het geheugen verbeterd kan worden door één simpel foefje toe te passen. Hij betoogt training van verschillende processen. Daarbij is het afhankelijk van het individu en zijn dagelijkse bezigheden en/of verantwoordelijkheden welke processen voor haar de geschiksten zijn om te trainen én effectiever te maken. Wel denkt Higbee dat geheugenverbetering voor ieder mens, inclusief individuen met hersenbeschadigingen, toepasbaar is. Ongeacht de uitgangswaarde van de huidige geheugencapaciteit.
Het boek Your Memory: How it Works and How to Improve it richt zich qua praktische toepassingen vooral op de vijf geheugensystemen Link System, Story System, Loci System, Peg System, en het Phonetic System.